# BACK TO ROCK (HOUND DOGのアルバム)
『BACK TO ROCK』（バック・トゥ・ロック）はHOUND DOGが1991年1月25日にリリースした12枚目のオリジナル・アルバム。

## 収録曲
作詞：大友康平・松井五郎　作曲：箕輪単志（特記以外）　全編曲：Hound Dog
1. FLY
2. Money Honey
  - 作詞：大友康平・高橋研　
  - 作曲：八島順一
3. なにがなんでもVICTORY
  - 作詞：大友康平・箕輪単志
4. 悲しきYellow Girl
5. CRAZY MACHINE
  - 作曲：橋本章司
6. 横浜レイニーブルー
  - 作曲：八島順一
7. GLORY
8. Hearts on Fire
  - 作詞：大友康平・高橋研　
  - 作曲：西山毅
9. TONIGHT
  - 作曲：八島順一
10. 永遠の'75
  - 作詞：大友康平・高橋研　
  - 作曲：鮫島秀樹・八島順一

## ミュージシャン
- 大友康平：リードボーカル
- 八島順一：ギター
- 西山毅：ギター
- 蓑輪単志：キーボード
- 鮫島秀樹：ベース
- 橋本章司：ドラム